# Chonecoleaceae
Chonecoleaceae es una familia de musgos hepáticas del orden Jungermanniales. Tiene asignado un solo género: Chonecolea. Comprende 6 especies descritas y de estas, solo 2 ceptadas.

## Taxonomía
Chonecoleaceae fue descrita por R.M.Schust. ex Grolle y publicado en Journal of Bryology 7: 206. 1972.
El género fue descrito por Riclef Grolle y publicado en Revue Bryologique et Lichénologique 25: 294. 1956[1957].

## Especies aceptadas
A continuación se brinda un listado de las especies del género Chonecoleaceae aceptadas hasta junio de 2013, ordenadas alfabéticamente. Para cada una se indica el nombre binomial seguido del autor, abreviado según las convenciones y usos.
- Chonecolea acutiloba (Schiffner) R.M. Schust.
- Chonecolea doellingeri (Nees) Grolle